# Distretto di Chiriquí Grande
Il distretto di Chiriquí Grande è un distretto di Panama nella provincia di Bocas del Toro con 11.016 abitanti al censimento 2010.

## Geografia antropica

### Suddivisioni amministrative
Il distretto è suddiviso in cinque  comuni (corregimientos):
- Bajo Cedro
- Chiriquí Grande
- Miramar
- Punte Peña
- Punta Robalo
- Rambala